# 浜田隼雄
浜田 隼雄（はまだ はやお、旧字体：濱田 隼雄、1909年1月16日 - 1973年3月26日）は日本統治時代の台湾で活躍した日本の小説家。代表作は『南方移民村』。

## 経歴
宮城県仙台市生まれ。旧制台北高等学校を経て、東北帝国大学卒業後、台湾で教員となる。小説を西川満が主宰する『文芸台湾』に発表。1943年（昭和18年）、『南方移民村』で台湾文学賞を受賞。戦後は郷土を題材とした作品を執筆した。

## 著作

### 長編小説
- 『南方移民村』
- 『草創』

### 短編小説
- 『病牀日記』
- 『横丁之図』
- 『公園之図』
- 『盗難之図』